# Helmut Lessig
Helmut Lessig (* 1972/1973) ist ein ehemaliger deutscher Footballspieler.

## Leben
Lessig wechselte im Vorfeld der Saison 2000 von den Hamburg Wild Huskies zu den Hamburg Blue Devils. Bei den Blauen Teufeln gehörte er in den Spieljahren 2000 und 2002 zum Aufgebot, 2002 wurde er mit der Mannschaft deutscher Meister.
Lessigs Sohn Miguel Boock wurde ebenfalls Footballspieler auf Leistungsebene, 2013 waren Vater und Sohn bei den Kiel Baltic Hurricanes Mannschaftskameraden. Bevor Lessig, der den Spitznamen „Memmo“ trägt, im Alter von 40 Jahren nach Kiel wechselte, hatte er eine rund zehnjährige Spielpause eingelegt.